# Catherine Semyonovna Vorontsov
Catherine Vorontsov (1783-1856), comtesse de Pembroke, est une aristocrate russe devenue membre par son mariage de la noblesse britannique.

## Biographie

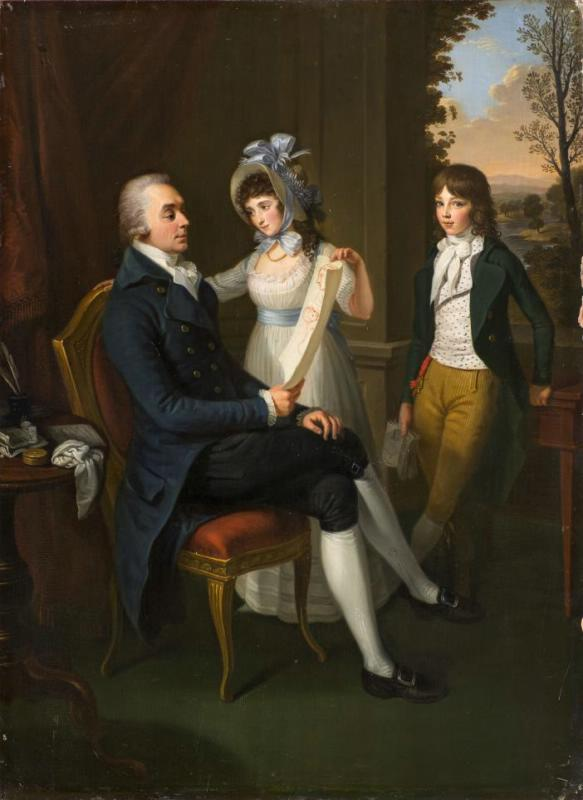
Ludwig Guttenbrunn, Semion Vorontsov avec son fils Mikhaïl et sa fille Catherine, 1791

Elle est née à Saint-Pétersbourg en 1783, fille du comte Semion Romanovitch Vorontsov, ambassadeur de Russie en Grande-Bretagne de 1784 à 1806, et de Catherine Séniavina, compositrice qui mourut dès l'année suivante. Elle était l'unique sœur du prince Mikhail Semionovitch Vorontsov, vice-roi de la Nouvelle Russie et du Caucase (1782-1856). Elle était aussi une nièce de la princesse Dashkov, amie de la Grande Catherine et conspiratrice dans le coup d'État qui a renversé le tsar Pierre III et mis sa femme sur le trône.
En 1797, elle devient fille d'honneur de l'impératrice Sophie-Dorothée de Wurtemberg.
En 1808, elle épouse le général George Herbert, et devient comtesse de Pembroke et châtelaine de Wilton House, dans le Wiltshire où le couple accueille le futur Nicolas Ier en 1817. Le domaine Wilton, à Salisbury, organise une exposition sur sa vie intitulée Through Russian Eyes en août 2008. Ses lettres laissent penser qu'elle a été une observatrice avisée de la politique européenne avec un point de vue pro-russe.

## Descendance
Du mariage du comte et de la comtesse de Pembroke sont issus six enfants :
- Lady Elizabeth Herbert (1809-1858) : mariée en 1830 à Richard Meade, comte de Clanwilliam
- Sidney Herbert (1810-1861) : marié à Mary Elizabeth Ashe à Court-Repington. Il est fait baron Herbert de Lea en 1861. Le comte de Pembroke actuel est issu de son deuxième fils, qui hérite du titre en 1895.
- Lady Mary Herbert (1813-1892) : mariée en 1837 à George Brudenell-Bruce, marquis d'Ailesbury
- Lady Catherine Herbert (1814-1886) : mariée en 1836 à Alexander Murray, comte de Dunmore
- Lady Georgiana Herbert (1817-1841) : mariée en 1840 à Henry Petty-Fitzmaurice, marquis de Lansdowne
- Lady Emma Herbert (1819-1884) : mariée en 1839 à Thomas Vesey, vicomte de Vesci

## Sources
- Mémoires de la comtesse Golovine
- Ce que nous avons fait pour les Russes